# Energiesteuergesetz (Deutschland)
Das Energiesteuergesetz (EnergieStG) ist ein Verbrauchsteuergesetz zur Regelung der Besteuerung aller Energiearten sowohl fossiler Herkunft (Mineralöle, Erdgas, Flüssiggase und Kohle) als auch nachwachsender Energieerzeugnisse (Pflanzenöle, Biodiesel, Bioethanol) und synthetischer Kohlenwasserstoffe aus Biomasse als Heiz- oder Kraftstoff in der Bundesrepublik Deutschland. Es löste am 15. Juli 2006 das Mineralölsteuergesetz (MinöStG) ab. Seine Verabschiedung war erforderlich, um die Vorgaben der europäischen Energiesteuerrichtlinie umzusetzen.

## Allgemeines
Die Energiesteuerrichtlinie forderte eine Harmonisierung der Mindestbesteuerung für elektrischen Strom und Energieerzeugnisse aus anderen Energiequellen als Mineralöl. Daher wurden im Energiesteuergesetz als weitere fossile Energieträger Steinkohle, Braunkohle sowie Koks und Schmieröle aufgenommen. Gesondert wird Strom im Stromsteuergesetz geregelt. Zudem war seit dem 1. Januar 2004 auch die Besteuerung von Biokraftstoffen im Mineralölsteuergesetz geregelt.
Die Energiesteuer ist als Verbrauchsteuer eine indirekte Steuer. Zuständig für die Erhebung der Energiesteuer sind die Hauptzollämter. Diese haben auch die Steueraufsicht. Die Einnahmen aus der Mineralölsteuer sind für das Jahr 2005 mit ca. 42 Mrd. € veranschlagt, die gem. Art. 106 Abs. 1 Nr. 2 Grundgesetz dem Bundeshaushalt zufließen. Die Einnahmen aus der Mineralölsteuer stiegen von 5,886 Mrd. € (11,512 Mrd. DM) im Jahre 1970 auf 41,782 Mrd. € im Jahre 2004.
Bei den Steuersätzen wird unterschieden zwischen Heizöl und Kraftstoffen zur Fortbewegung (wobei chemisch zwischen Diesel und Heizöl kein grundsätzlicher Unterschied besteht). Dies wird damit begründet, dass mit der Mineralölsteuer auch Kosten des Straßenbaus und -erhalts abgedeckt werden. Dieselkraftstoff wird in Deutschland gegenüber Ottokraftstoff geringer besteuert, jedoch wird für Diesel-PKW eine deutlich höhere Kfz-Steuer erhoben als für solche mit Ottomotor.
Für landwirtschaftliche Zwecke verwendeter Kraftstoff ist steuerbegünstigt (Agrardiesel), während für Dieselloks der Normalsatz angewendet wird.
Kerosin (Jet A-1) und Flugbenzin (AvGas) sind zur gewerbsmäßigen Beförderung von Personen oder Sachen durch Luftfahrtunternehmen steuerfrei.
Mit dem Gesetz zur Fortentwicklung der ökologischen Steuerreform aus dem Jahre 2002 wurde die Steuersatzermäßigung für von allen Fahrzeugen im öffentlichen Straßenverkehr genutztes Erd- und Flüssiggas bis zum 31. Dezember 2009 fortgeschrieben. Dadurch reduzierte sich der Preis für Erdgas auf rund 54 Cent pro kg (Stand Juli 2006).
Im Zuge der Gleichstellung von Erd- und Flüssiggas beschloss der Deutsche Bundestag, die Steuerbegünstigung für diese beiden Alternativ-Kraftstoffe gleichermaßen bis zum Jahr 2018 festzulegen.

## Mineralöl- bzw. Energiesteuersätze in Deutschland (1939 bis heute)
Entwicklung der Mineralölsteuer, seit dem 1. August 2006 Energiesteuer, für schwefelarme Kraftstoffe in der Bundesrepublik Deutschland, laut Bundesfinanzministerium. Alle Angaben in Cent (0,01 €) pro Liter, obwohl die Beträge auch nach Einführung des Euro in ganzen Pfennigen festgesetzt wurden:
| Inkrafttreten | Benzin | Änderung | Diesel | Änderung | Differenz Benzin-Diesel | Änderung |
| ------------- | ------ | -------- | ------ | -------- | ----------------------- | -------- |
| 05.09.1939 *  | 2,29   |          | 1,68   |          | 0,61                    |          |
| 21.01.1951    | 7,24   | 4,95     | 4,69   | 3,01     | 2,54                    | 1,93     |
| 01.06.1953    | 10,28  | 3,05     | 2,71   | −1,98    | 7,57                    | 5,03     |
| 01.05.1955    | 11,33  | 1,05     | 7,77   | 5,06     | 3,56                    | −4,01    |
| 01.04.1960    | 12,38  | 1,05     | 9,80   | 2,02     | 2,58                    | −0,98    |
| 01.01.1964    | 16,36  | 3,98     | 15,18  | 5,38     | 1,18                    | −1,40    |
| 01.01.1967    | 17,90  | 1,53     | 16,73  | 1,55     | 1,16                    | −0,02    |
| 01.03.1972    | 19,94  | 2,05     | 18,80  | 2,07     | 1,14                    | −0,02    |
| 01.07.1973    | 22,50  | 2,56     | 21,38  | 2,58     | 1,12                    | −0,02    |
| 01.04.1981    | 26,08  | 3,58     | 22,93  | 1,55     | 3,14                    | 2,02     |
| 01.04.1985    | 25,05  | −1,02    | 22,93  | 0,00     | 2,12                    | −1,02    |
| 01.01.1986    | 23,52  | −1,53    | 22,93  | 0,00     | 0,59                    | −1,53    |
| 01.04.1987    | 24,03  | 0,51     | 22,93  | 0,00     | 1,10                    | 0,51     |
| 01.04.1988    | 24,54  | 0,51     | 22,93  | 0,00     | 1,61                    | 0,51     |
| 01.01.1989    | 29,14  | 4,60     | 22,93  | 0,00     | 6,21                    | 4,60     |
| 01.01.1991    | 30,68  | 1,53     | 22,93  | 0,00     | 7,75                    | 1,54     |
| 01.07.1991    | 41,93  | 11,25    | 28,12  | 5,19     | 13,80                   | 6,05     |
| 01.01.1994    | 50,11  | 8,18     | 31,70  | 3,58     | 18,41                   | 4,61     |
| 01.04.1999    | 53,17  | 3,07     | 34,77  | 3,07     | 18,41                   | 0,00     |
| 01.01.2000    | 56,24  | 3,07     | 37,84  | 3,07     | 18,41                   | 0,00     |
| 01.01.2001    | 59,31  | 3,07     | 40,90  | 3,07     | 18,41                   | 0,00     |
| 01.01.2002    | 62,38  | 3,07     | 43,97  | 3,07     | 18,41                   | 0,00     |
| 01.01.2003    | 65,45  | 3,07     | 47,04  | 3,07     | 18,41                   | 0,00     |

## Vergleich der Energiesteuersätze für verschiedene Energieträger ab 2007 in Deutschland
Im Folgenden sind alle Angaben ohne Umsatzsteuer, Stand 3. Juni 2017.
Abweichend davon gab es eine vom 1. Juni bis zum 31. August 2022 befristete, vorübergehende Senkung der Energiesteuer auf Benzin und Diesel in Deutschland, die umgangssprachlich Tankrabatt genannt wurde.
| Gesetz-Abschnitt     | Energieträger und Verwendung                                              | Steuersatz aus dem Gesetz | Steuersatz in üblicher Mengeneinheit                        | Vergleichswert pro Energieinhalt Heizwert    | Vergleichswert pro kg direktem CO2-Äquivalent |
| -------------------- | ------------------------------------------------------------------------- | ------------------------- | ----------------------------------------------------------- | -------------------------------------------- | --------------------------------------------- |
| §2 Absatz 1, Satz 1b | Benzin (Schwefelgehalt kleiner/gleich 10 mg/kg) als Kraftstoff            | 654,50 EUR/1000 Liter     | 65,45 ct/Liter (Jun-Aug 2022: 35,9 ct/Liter mit Tankrabatt) | etwa 7,4 ct/kWh (mit Heizwert 8,8 kWh/Liter) | 28,09 ct/kgCO2e (mit 2,33 kgCO2e/Liter)       |
| §2 Absatz 1, Satz 4b | Diesel bzw. Gasöl (Schwefelgehalt kleiner/gleich 10 mg/kg) als Kraftstoff | 470,40 EUR/1000 Liter     | 47,04 ct/Liter (Jun-Aug 2022: 33 ct/Liter mit Tankrabatt)   | etwa 4,8 ct/kWh (mit Heizwert 9,8 kWh/Liter) | 17,886 ct/kgCO2e (mit 2,63 kgCO2e/Liter)      |
| §2 Absatz 2, Satz 1  | Erdgas (CNG, LNG) als Kraftstoff bis 31.12.2023                           | 13,90 EUR/MWh             | H-Gas 19,46 ct/kg (für Brennwert 14 kWh/kg, Abs. 1 (18))    | 1,39 ct/kWh                                  | 3,787 ct/kgCO2e (mit 0,367 kgCO2e/kWh)        |
| §2 Absatz 2, Satz 1  | Erdgas (CNG, LNG) als Kraftstoff 2024                                     | 18,38 EUR/MWh             | H-Gas 25,73 ct/kg (für Brennwert 14 kWh/kg, Abs. 1 (18))    | 1,84 ct/kWh                                  | 5,014 ct/kgCO2e (mit 0,367 kgCO2e/kWh)        |
| §2 Absatz 2, Satz 1  | Erdgas (CNG, LNG) als Kraftstoff 2025                                     | 22,85 EUR/MWh             | H-Gas 31,99 ct/kg (für Brennwert 14 kWh/kg, Abs. 1 (18))    | 2,29 ct/kWh                                  | 6,24 ct/kgCO2e (mit 0,367 kgCO2e/kWh)         |
| §2 Absatz 2, Satz 1  | Erdgas (CNG, LNG) als Kraftstoff 2026                                     | 27,33 EUR/MWh             | H-Gas 38,26 ct/kg (für Brennwert 14 kWh/kg, Abs. 1 (18))    | 2,73 ct/kWh                                  | 7,439 ct/kgCO2e (mit 0,367 kgCO2e/kWh)        |
| §2 Absatz 1, Satz 7  | Erdgas (CNG, LNG) als Kraftstoff ab 01.01.2027                            | 31,80 EUR/MWh             | H-Gas 44,52 ct/kg (für Brennwert 14 kWh/kg, Abs. 1 (18))    | 3,18 ct/kWh                                  | 8,665 ct/kgCO2e (mit 0,367 kgCO2e/kWh)        |
| §2 Absatz 2, Satz 2  | Unvermischtes Flüssiggas (LPG/Autogas) als Kraftstoff bis 31.12.2018      | 180,32 EUR/1000 kg        | etwa 9,74 ct/Liter (mit Dichte 0,54 kg/Liter)               | etwa 1,41 ct/kWh (mit Heizwert 12,8 kWh/kg)  | etwa 6,087 ct/kgCO2e (mit 1,60 kgCO2e/Liter)  |
| §2 Absatz 2, Satz 2  | Unvermischtes Flüssiggas (LPG/Autogas) als Kraftstoff 2019                | 226,06 EUR/1000 kg        | etwa 12,21 ct/Liter (mit Dichte 0,54 kg/Liter)              | etwa 1,77 ct/kWh (mit Heizwert 12,8 kWh/kg)  | etwa 7,631 ct/kgCO2e (mit 1,60 kgCO2e/Liter)  |
| §2 Absatz 2, Satz 2  | Unvermischtes Flüssiggas (LPG/Autogas) als Kraftstoff 2020                | 271,79 EUR/1000 kg        | etwa 14,68 ct/Liter (mit Dichte 0,54 kg/Liter)              | etwa 2,12 ct/kWh (mit Heizwert 12,8 kWh/kg)  | etwa 9,175 ct/kgCO2e (mit 1,60 kgCO2e/Liter)  |
| §2 Absatz 2, Satz 2  | Unvermischtes Flüssiggas (LPG/Autogas) als Kraftstoff 2021                | 317,53 EUR/1000 kg        | etwa 17,15 ct/Liter (mit Dichte 0,54 kg/Liter)              | etwa 2,48 ct/kWh (mit Heizwert 12,8 kWh/kg)  | etwa 10,719 ct/kgCO2e (mit 1,60 kgCO2e/Liter) |
| §2 Absatz 2, Satz 2  | Unvermischtes Flüssiggas (LPG/Autogas) als Kraftstoff 2022                | 363,94 EUR/1000 kg        | etwa 19,62 ct/Liter (mit Dichte 0,54 kg/Liter)              | etwa 2,84 ct/kWh (mit Heizwert 12,8 kWh/kg)  | etwa 12,262 ct/kgCO2e (mit 1,60 kgCO2e/Liter) |
| §2 Absatz 1, Satz 8  | Unvermischtes Flüssiggas (LPG/Autogas) als Kraftstoff ab 01.01.2023       | 409,00 EUR/1000 kg        | etwa 22,09 ct/Liter (mit Dichte 0,54 kg/Liter)              | etwa 3,20 ct/kWh (mit Heizwert 12,8 kWh/kg)  | etwa 13,806 ct/kgCO2e (mit 1,60 kgCO2e/Liter) |
| §2 Absatz 1, Satz 5  | Schweres Heizöl                                                           | 130,00 EUR/1000 kg        | 13,00 ct/kg                                                 | etwa 1,19 ct/kWh (mit Heizwert 10,9 kWh/kg)  |                                               |

Bei Verwendung des Energieträgers zur Erzeugung von elektrischem Strom oder Strom und Wärme (Stand 2006), ohne Umsatzsteuer:
- Heizöl: (0,21–0,62) ct/kWh
- Erdgas: 0,55 ct/kWh
- Flüssiggas: 0,43 ct/kWh
- Kohle: 0,12 ct/kWh

## Ausblick
2011 stieß die Europäische Kommission (unter Federführung des Kommissars für Steuern und Zollunion Algirdas Šemeta) eine Diskussion an, Kraftstoffe ab etwa 2023 nach ihrem Energiegehalt und ihrem CO2-Ausstoß zu besteuern. Der technische Hintergrund dafür ist das höhere spezifische Gewicht von Diesel. Da ein Kilogramm Diesel ein etwa 13,2 % kleineres Volumen als ein Kilogramm Benzin hat, verfügt ein Liter Diesel über einen höheren Energiegehalt, belastet aber auch die Umwelt und das Klima entsprechend stärker als ein Liter Benzin. Dem will die Europäische Kommission Rechnung tragen, indem Benzin und Diesel nach den gleichen Maßstäben besteuert werden. Zudem soll der Mindeststeuersatz für beide Kraftstoffe (und auch Heizstoffe) in zwei Komponenten aufgeteilt werden: zum einen die Besteuerung auf der Grundlage der CO2-Emissionen des Energieerzeugnisses, wobei ein Betrag von 20 Euro pro Tonne CO2 festgelegt wird, zum anderen die Besteuerung auf der Grundlage des Energiegehalts, d. h. nach der tatsächlichen Energie, die in einem Erzeugnis enthalten ist, gemessen in Gigajoule (GJ). Der Mindeststeuersatz würde auf 9,60 Euro/GJ für Kraftstoffe und 0,15 Euro/GJ für Brennstoffe festgelegt. Dies würde bei allen Brenn- und Kraftstoffen Anwendung finden, die für Verkehrs- und Heizzwecke verwendet werden.
Entsprechend diesem Entwurf der Kommission würde der EU-Mindeststeuersatz für Diesel, der nach der jetzigen Energiesteuerrichtlinie bei 33 Cent pro Liter liegt, bis 2023 auf 41,2 Cent steigen. Er läge damit weiterhin unter dem heutigen deutschen Steuersatz von 47 Cent. Deutschland wäre daher nicht verpflichtet, die Dieselsteuer zu erhöhen, sondern hätte die Wahl, die Angleichung von Diesel- und Benzinsteuersätzen entweder durch eine Erhöhung der Diesel-, eine Absenkung der Benzinsteuer oder einer Kombination aus beidem umzusetzen. Wie weit die EU-Mitgliedstaaten über den kombinierten Mindeststeuersatz hinausgehen, bleibt ihnen selbst überlassen. Beispielsweise wäre es auch möglich, nur den Energiesteueranteil zu erhöhen.

## Aufbau des Gesetzes

### Allgemeine Bestimmungen
- In § 1 Abs. 1 wird der Geltungsbereich des Gesetzes als Gebiet der Bundesrepublik Deutschland ohne Büsingen am Hochrhein und die Insel Helgoland definiert.
- § 1 1 Abs. 2 definiert anhand der Kombinierten Nomenklatur (ehemals Zolltarif), was Mineralöle im Sinne des Gesetzes sind: Mineralöle, Mineralölerzeugnisse, deren Mischungen und Erdgas (inkl. Schmieröle).
- § 2 Abs. 1 definiert die Regelsteuersätze für verschiedene Steuergegenstände. So werden z. B. 1000 Liter Benzin (nicht schwefelarm) mit EUR 669,80 besteuert. In Absatz 2 werden die Maßeinheiten des Gesetzes genau definiert (z. B. Liter = Liter bei +15 °C).
- In § 3 wird die Versteuerung von Erdgas oder Flüssiggas als Kraftstoff, die Steuerbegünstigung für Schweröl als Heizstoff, für Heizöl (chemisch nichts anderes als gefärbter Dieselkraftstoff) und andere Steuerermäßigungen geregelt.

### Bestimmungen für Energieerzeugnisse außer Kohle und Erdgas
- Nach § 5 ist die Steuerentstehung ausgesetzt für Energieerzeugnisse, die sich in einem Steuerlager oder in einem Zollrechtlichen Versandverfahren (Transport zwischen zwei Steuerlagern oder ins Ausland) befinden.
- Die § 6 und § 7 definieren was ein Energieerzeugnisherstellungsbetrieb, Energieerzeugnislager (beide Steuerlager) und was ein Einlagerer (Dritter, welcher Stauraum in einem Steuerlager nutzt) sind und unter welchen Voraussetzungen diese vom Hauptzollamt zugelassen werden und wann diese Zulassungen entzogen werden können.
- Wichtig ist, dass nur die Energieerzeugnisse nach § 4 dem Steueraussetzungsverfahren unterliegen können.

Schema der Entstehung der Energiesteuer, Rot bedeutet jeweils Entnahme aus dem Steuerlager (Grau unterlegt) und Überführung in den Freien Verkehr (hier grün dargestellt), Schwarz sind Transporte unter Steueraussetzung bzw. unten von schon versteuertem Kraftstoff

- §§ 8 ff. regelt die Entstehung der Steuer für Energieerzeugnisse nach § 4. Sie entsteht bei Entnahme aus dem Steuerlager in den freien Verkehr, bei der Herstellung, wenn keine Erlaubnis nach § 6 Abs. 2 als Herstellungsbetrieb vorliegt. Es sind weiterhin die Fälle abgedeckt, in denen Steuergegenstände zur Verwendung als Heiz- oder Kraftstoff entnommen werden. Keine steuerpflichtige Herstellungshandlung ist das Vermischen von versteuerten Kraftstoffen, z. B. beim Befüllen des Tanks eines Kraftfahrzeuges an einer Tankstelle.

#### Beispiele für die Steuerentstehung
- Der Inhaber eines Herstellungsbetriebes entnimmt Benzin zur Überführung in den freien Verkehr (Lieferung an Tankstelle). Steuerentstehung nach § 8, Steuerschuldner ist der Inhaber des Herstellungsbetriebes.
- Ein Chemiestudent destilliert in seiner Garage aus Rohöl Benzin als Kraftstoff für sein Auto. Steuerentstehung nach § 9 Abs. 2, Steuerschuldner ist der Student.
- Erdgas wird aus einem Gaslager an einen regionalen Energieversorger geliefert. Steuerentstehung nach Abs. 3, Steuerschuldner ist der Inhaber des Gaslagers.
- Ein Steuerlagerinhaber tankt seinen privaten PKW mit Beständen aus dem Steuerlager. Die Steuer entsteht gem. Abs. 4, Steuerschuldner ist der Steuerlagerinhaber.
- Ein Deponiebetreiber fängt aus umweltschutzrechtlichen Gründen Deponiegas auf (gilt als Herstellung und bedarf der Erlaubnis) und verwendet es in einem Blockheizkraftwerk. Die Steuer entsteht nach § 9 Abs. 2, Steuerschuldner ist der Deponiebetreiber. (Der Steuer kann mit einem Billigkeitserlass begegnet werden, da die spätere Verwendung im BHKW allgemein erlaubt ist.)

### Bestimmungen für Energieerzeugnisse einschließlich Kohle und Erdgas
- Die übrigen Entstehungsvorschriften je nach Energieerzeugnis finden sich in den §§ 20 bis § 23, § 32 (Kohle) und § 43 (Erdgas) EnergieStG.
- §§ 26 bis § 28, § 37 und § 44 regeln die Verwendungen von Mineralölen und anderen Energieerzeugnissen, welche steuerbefreit sind  (z. B. das Mineralöl, welches im Herstellungsbetrieb verbraucht wird, befristet Kohle zum Beheizen des eigenen privaten Haushalts, Schmieröl, Flugzeugtreibstoff, Schiffstreibstoff etc.).

### Steuerentlastung
- §§ 45 ff. nennen unterschiedliche Tatbestände für den Erlass, die Erstattung und die Vergütung einer entstandenen Steuer. Nach der aufgrund §§ 50, 66b EnergieStG erlassenen Spitzenausgleich-Effizienzsystemverordnung erhalten beispielsweise Unternehmen bei Nachweis eines betrieblichen Energiemanagements einen Teil der von ihnen entrichteten Strom- und Energiesteuern zurück. Die Feststellung der Bundesregierung nach § 55 Abs. 4 Nr. 2 EnergieStG wurde Ende 2019 bekanntgemacht (BGBl. I S. 2941).

## Steueranmeldung
- Die Formalitäten der Steueranmeldung werden in § 10, § 33 und § 39 EnergieStG geregelt.

## Fälligkeit
- In § 11 wird die Fälligkeit der Energiesteuer für Mineralölprodukte geregelt. Grundsätzlich ist die Steuer bis zum 10. des auf die Steuerentstehung übernächsten folgenden Monates vom Steuerschuldner zu entrichten (z. B. Steuern für den Monat Januar bis zum 10. März).
- Steuern auf Grund unerlaubter Herstellungshandlungen sind sofort fällig.
- Für Kohle ist die Regelung in § 33 zu finden.
- Für Erdgas ist die Regelung in § 39 zu finden.

## Verwendung von Heizöl für Kraftfahrzeuge
Wer Fahrzeuge mit Heizöl betreibt, macht sich der Steuerhinterziehung schuldig. Heizöl wird zur Kennzeichnung mit Solvent Yellow 124 versetzt und rot eingefärbt.
Der beanstandete Treibstoff ist nachträglich komplett zu versteuern. Dabei werden Anteile bereits versteuerten Kraftstoffes nicht berücksichtigt. Es wird also für die Vergangenheit ein Verbrauch hochgerechnet und zusätzlich versteuert. Dem kann man sich nur entziehen, wenn alle legalen Tankungen und der tatsächliche Verbrauch lückenlos und zweifelsfrei nachgewiesen werden können. Neben der Nachversteuerung droht ein empfindliches Bußgeld oder sogar ein Strafverfahren.
Wird trotz Verbotes (etwa in einem Notfall) Heizöl getankt, so ist der Vorgang sofort beim zuständigen Zollamt zur Anzeige zu bringen. Dies kann auch telefonisch und zu jeder Tages- und Nachtzeit geschehen. Die getankte Menge ist nach der Anmeldung zu versteuern. Die Meldung muss in jedem Fall vor einer möglichen Kontrolle eingegangen sein, um berücksichtigt zu werden. In der Regel wird von einer weiteren Verfolgung abgesehen. Begründungen bei oder nach einer Kontrolle werden in der Regel nicht berücksichtigt.
Für Motoren in Blockheizkraftwerken und andere stationäre Motoren zur Erzeugung von Prozessenergie kann Heizöl eingesetzt werden. Auch für bestimmte Verbraucher, zum Beispiel Landwirte, gibt es klar umgrenzte Sonderregelungen. Die Verwendung von Heizöl bei Stand- und Zusatzheizungen in Fahrzeugen ist umstritten, da ein Missbrauch nicht ausgeschlossen werden kann.